# Rąblów
Rąblów – wieś w Polsce, w województwie lubelskim, w powiecie puławskim, w gminie Wąwolnica. Wieś położona jest na skraju doliny rzeki Bystrej, która wcina się w obszar lessowego Płaskowyżu Nałęczowskiego. Leży na przecięciu kilku szlaków pieszych i rowerowych, w tym trasy rowerowej z Lublina do Kazimierza Dolnego. Na północnych stokach wzgórz położonych opodal wsi zainstalowano cztery wyciągi narciarskie ze sztucznym naśnieżaniem, a także baseny. W Rąblowie zwiedzić można Park Labiryntów i Miniatur. 
Wieś szlachecka położona była w drugiej połowie XVI wieku w powiecie lubelskim województwa lubelskiego. Wieś należącą do dóbr celejowskich w województwie lubelskim w 1704 roku odziedziczyła Teresa Dunin-Borkowska, żona wojewody lubelskiego Stanisława Tarły. 
14 maja 1944 w pobliżu miejscowości miała miejsce bitwa oddziałów polskiej i radzieckiej partyzantki z oddziałami niemieckimi. Na cześć bitwy imieniem "Rąblów" nazwano polski okręt desantowy projektu 771.
W latach 1975–1998 miejscowość należała administracyjnie do ówczesnego województwa lubelskiego.
Wieś stanowi sołectwo gminy Wąwolnica. Według Narodowego Spisu Powszechnego z roku 2011 wieś liczyła 279 mieszkańców.
Wierni Kościoła rzymskokatolickiego należą do parafii Najświętszej Maryi Panny Matki Kościoła w Grabówkach.